# Дар’євка (Родіоново-Несвітайський район)
Дар'євка — хутір в Родіоново-Несвітайськом районі Ростовської області, Росія.
Входить до складу Болдиревського сільського поселення.
Населення — 615 осіб.

## Географія
Хутір розташовано на правому березі річки Великий Несвітай, за 8 км на північ від Родіново-Несвітайської слободи, з якою сполучена прямою автодорогою.
З протилежного боку річки розташовано хутір Новотроїцький.

### Вулиці
- вул. Східна,
- вул. Космонавтів,
- вул. Лукова,
- вул. Молодіжна,
- вул. Центральна.